# Cementerio de Imarat
El cementerio de Imarat Garvand (en azerí: İmarət Qərvənd qəbristanlığı), o simplemente el cementerio de Imarat (en azerí: İmarət qəbristanlığı) es un complejo y cementerio real ubicado en Agdam (Azerbaiyán), que contiene las tumbas de algunos miembros de la nobleza azerbaiyana y turca del kanato de Karabaj.

## Historia
El mausoleo de Panah Ali Kan (1748-1760), el fundador del kanato de Karabaj y el primer kan de Karabaj, data de los siglos XVIII y XIX y está ubicado en este complejo. Junto a la tumba hay otra que pertenece al hijo de Panah Ali, Ibrahim Jalil Kan (1732-1760). La tumba de Panah Ali Kan tiene una puerta de entrada con una estructura arqueada. El sepulcro tiene una estructura de planta cónica poligonal que alberga en su interior el sepulcro del difunto. También hay un busto de Jurshidbanu Natavan frente a las tumbas.

### Ocupación armenia y recuperación azerí
Las fuerzas armenias capturaron Agdam en julio de 1993, durante la primera guerra del Alto Karabaj. Los intensos combates obligaron a toda la población a huir hacia el este, convirtiendo a Agdam en un pueblo fantasma. Como parte de un acuerdo que puso fin a la segunda guerra del Alto Karabaj, la ciudad y el distrito circundante fueron devueltos al control de Azerbaiyán el 20 de noviembre de 2020.
Según el Departamento de Estado de EE. UU., las tumbas sagradas e históricas del siglo XVIII del cementerio Imarat Garvand y el "Callejón de los Mártires" de la ciudad, se encontraban entre los cementerios de Agham que habían sido profanados, saqueados o destruidos. Los diplomáticos occidentales que visitaron el Callejón de los Mártires informaron que había agujeros donde anteriormente se habían enterrado cuerpos y que solo quedaba una lápida dañada en el cementerio. Según lo informado por el fotoperiodista franco-iraní Reza Deghati, quien visitó el área después de la guerra, el cementerio de Imarat está marcado por un deterioro severo. Por ejemplo, el lugar de descanso de Natavan fue completamente destruido y sus restos ya no se pueden encontrar.

## Sepulturas
- Panah Ali Kan (1693-1759 o 1763): fundador y primer gobernante del kanato de Karabaj.[11]
- Ibrahim Jalil Kan (1732-1806): tercer kan de Karabaj.[12]
- Mehdigulu Kan Javanshir (1763 ó1772-1845): cuarto y último kan de Karabaj.[11]
- Jafargulu-agha Javanshir (1787-1866): poeta azerí y general mayor del ejército imperial ruso.[13]
- Govhar Agha: poetisa azerí e hija de Ibrahim Jalil Kan.[14]
- Jurshidbanu Natavan (1832-1897): poetisa azerí e hija de Mehdigulu Kan.
- Janbika Janum: poeta azerí e hija de Jurshidbanu Natavan.[15]

## Galería

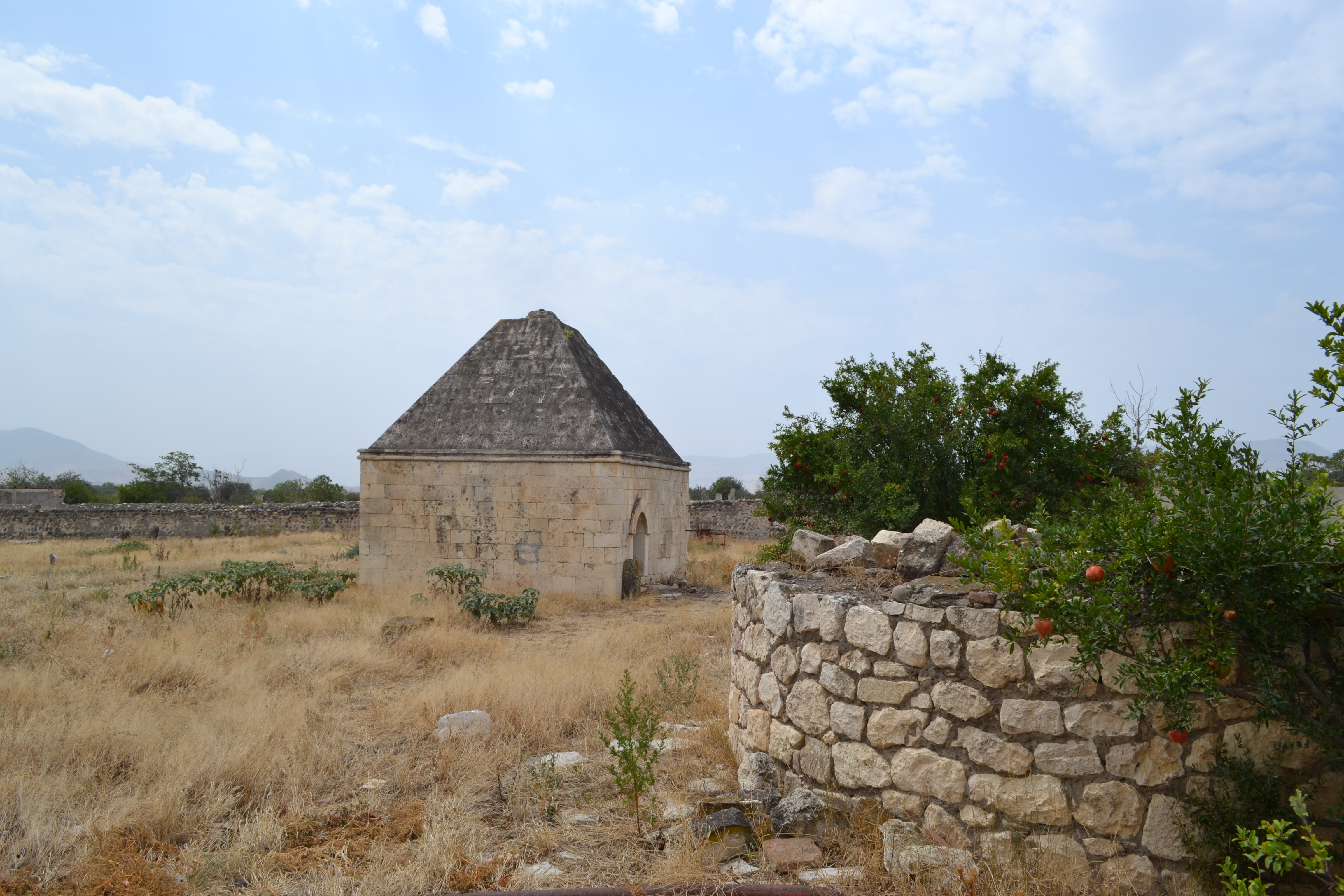
Cementerio de Imarat
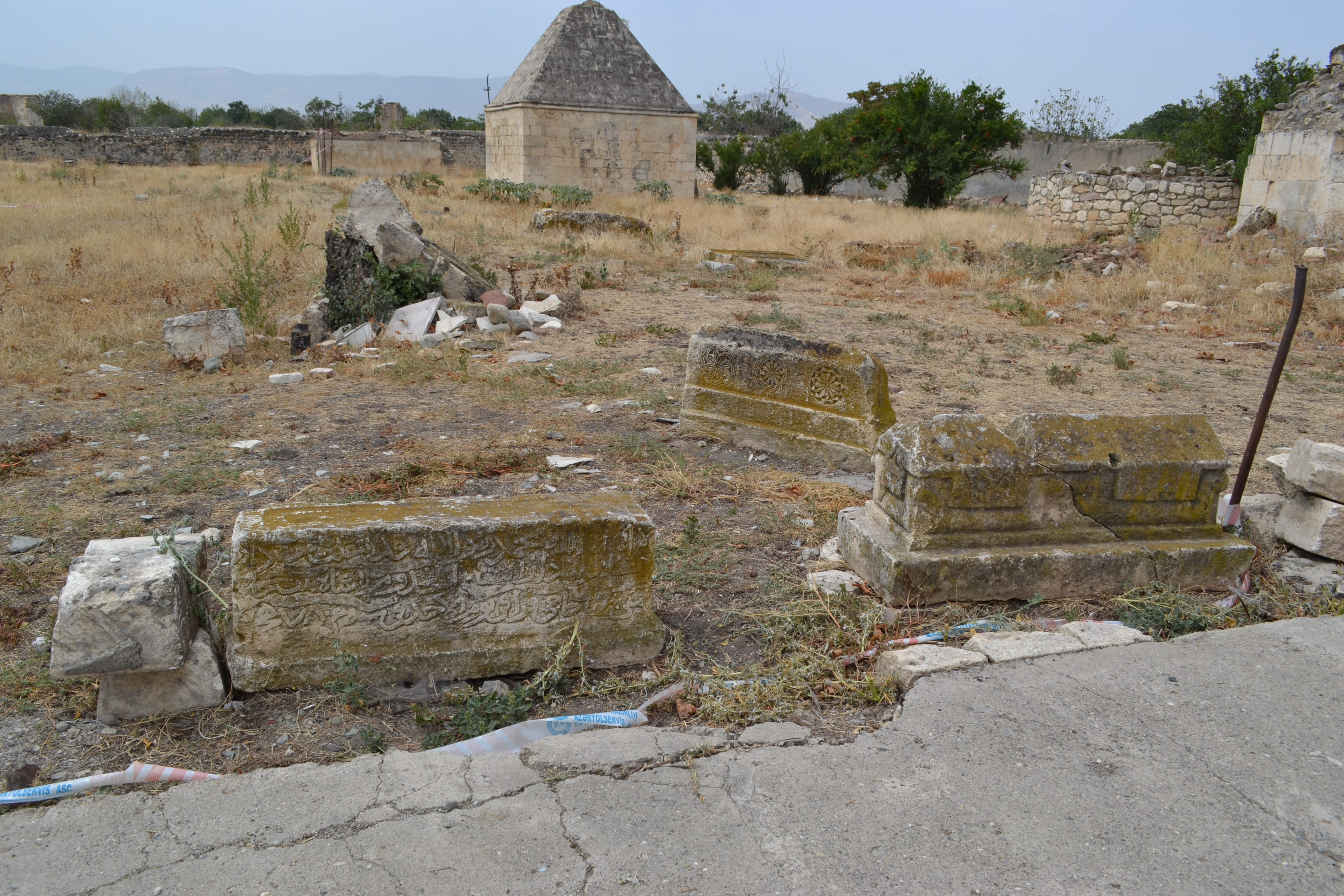
Tumbas en el cementerio de Imarat
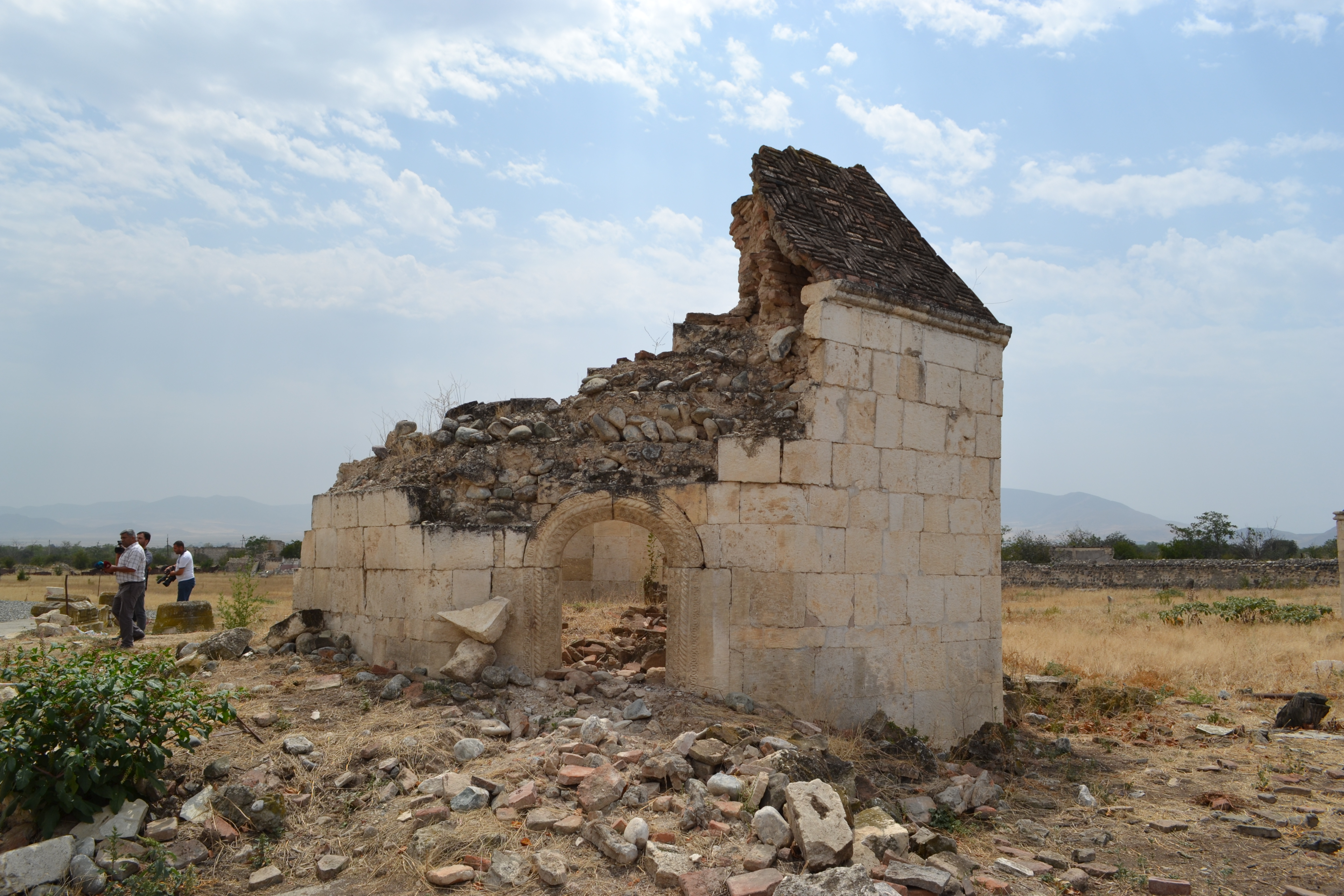
Mausoleo destrozado
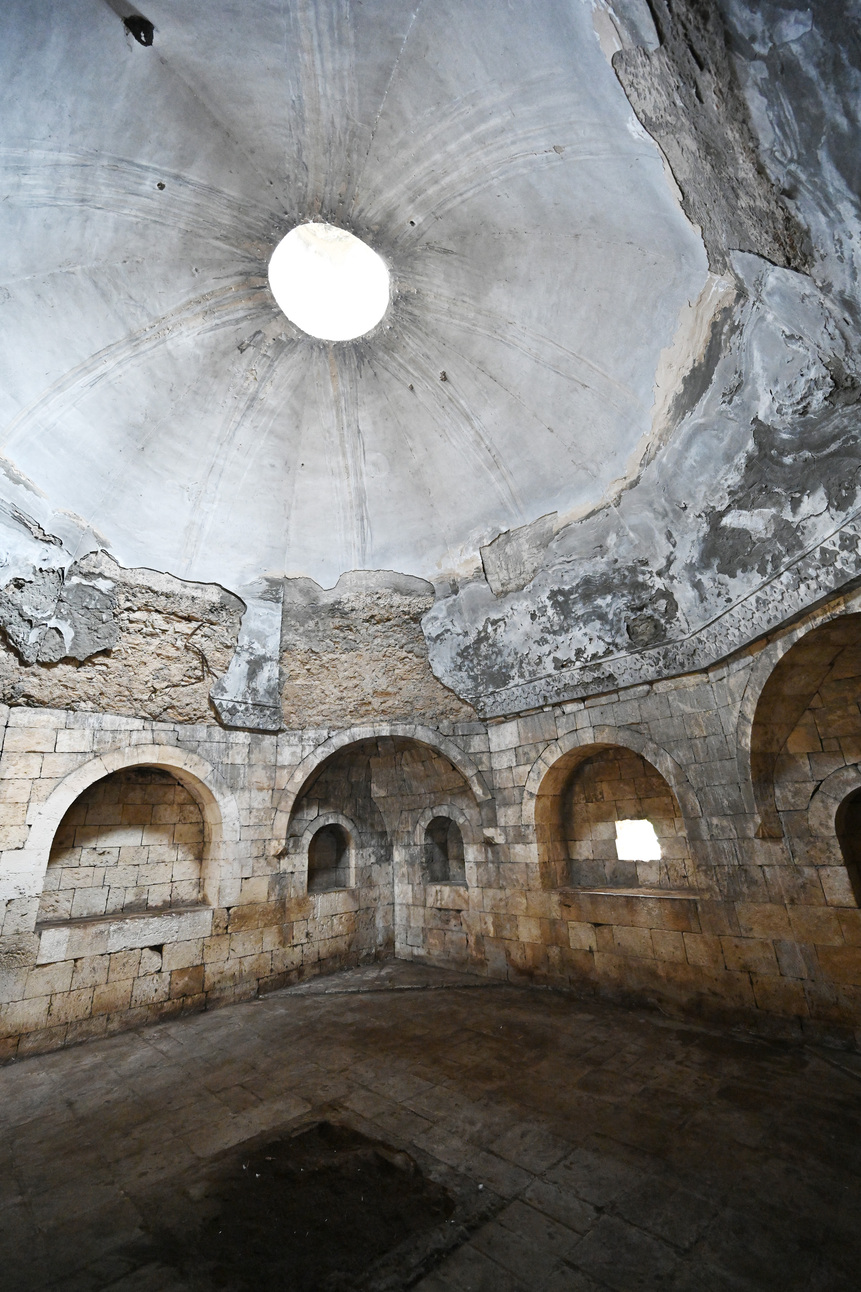
Interior de un mausoleo
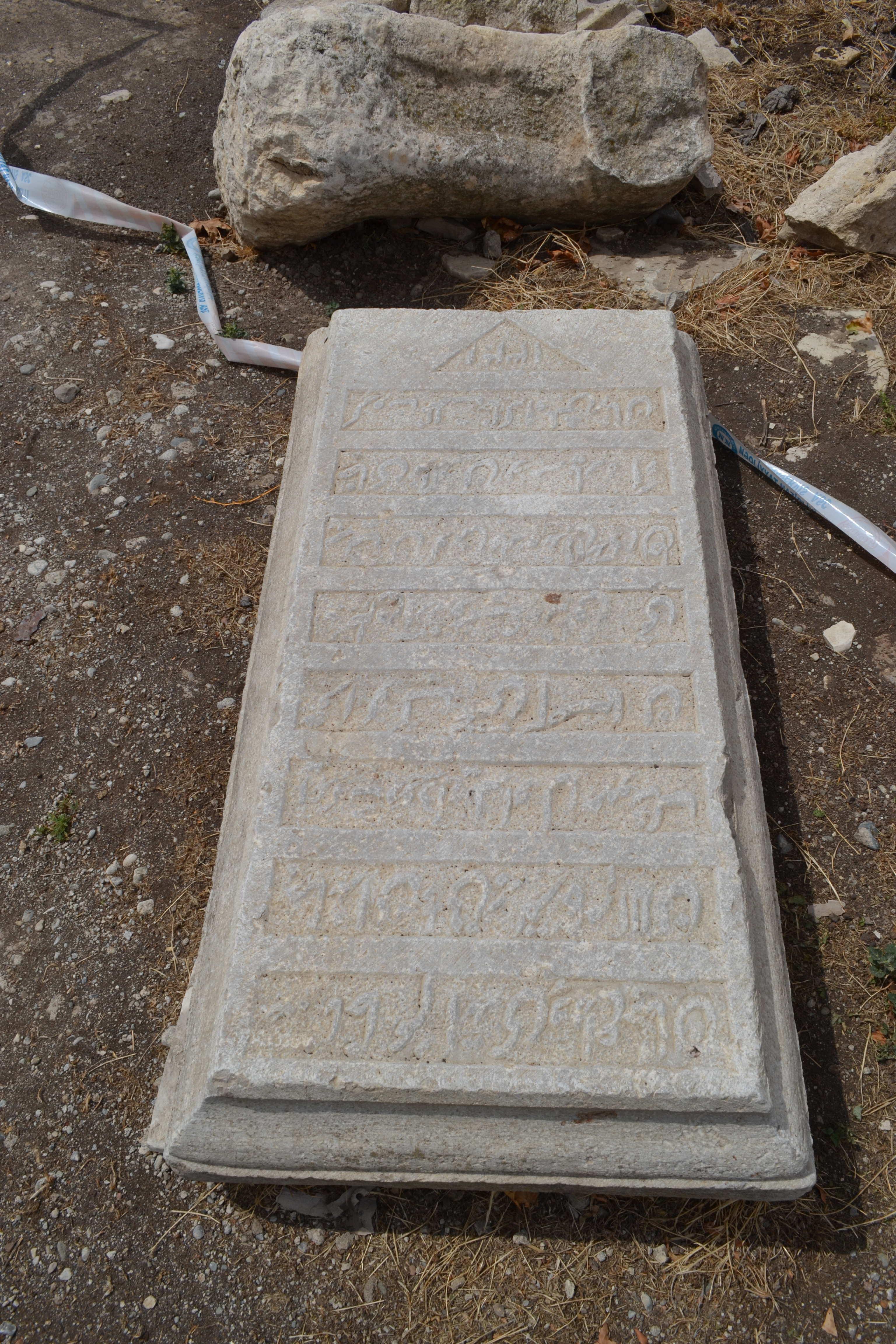
Detalle de una tumba